# الدحيله بني ذياب (أسلم)

تعديل مصدري - تعديل

الدحيله بني ذياب هي إحدى قرى عزلة أسلم الشام بمديرية أسلم التابعة لمحافظة حجة، بلغ تعداد سكانها 96 نسمة حسب تعداد اليمن لعام 2004.